# ميكونوس
ميكونوس: (باليونانية: Μύκονος)، (بالإنجليزية:Mykonos)، هي جزيرة وبلدية يونانية وأيضاً اسم أكبر بلدة ضمن الجزيرة وهذه البلدة هي مركز البلدية.
تقع الجزيرة ضمن بحر إيجة يونانية، في جنوب وسط اليونان وتشكل جزءاً من أرخبيل الكيكلادس. تتبع إدارياً لمقاطعة كيكلادس والتي تشكل جزءاً من إقليم جنوب إيجة الإداري.

## الموقع والسكان
تقع جزيرة ميكونوس ضمن مجموعة جزر (أرخبيل) الـكيكلادس، وتحيط بها جزر تينوس، ناكسوس، باروس، وَ سيروس. بينما تقع بلدة ميكونوس على الساحل الغربي للجزيرة.
تبلغ مساحة الجزيرة حوالي 105 كم2، ويبلغ ارتفاع أعلى نقطة فيها (372) م.
يبلغ عدد سكان الجزيرة (9,320) نسمة يسكن منهم (6,541) نسمة في بلدة ميكونوس والباقون في قرى صغيرة أخرى ضمن الجزيرة أهمها آنو ميرا (حسب تعداد السكان لعام 2001).
تتألف الجزيرة من صخرة ذات طبيعة غرانيتية، ولا يوجد فيها مصدر مياه عذب جاري نظراً لقلة الأمطار التي تهطل فيها سنوياً لوقوعها في الظل المطري لجبال اليونان القارية.

## الميثولوجيا والتسمية
بحسب الميثولوجيا الإغريقية فإن اسم الجزيرة يعود إلى ميكنوس (Myknos) حفيد أبوللو إله الشمس والشعر، والذي كان بطلاً محلياً (بحسب الأسطورة).
أما بلدة ميكونوس فهي تملك اسماً آخر هو خورا (Chora) والذي يعني في اللغة اليونانية البلدة، وهذا الاسم يطلق على البلدة الأكبر في كل الجزر اليونانية وليس فقط في ميكونوس.
وهناك أسطورة أخرى مرتبطة بالجزيرة تقول أن العمالقة الذين قتلهم زيوس قد تم دفنهم تحت صخور الجزيرة الغرانيتية.

## التاريخ

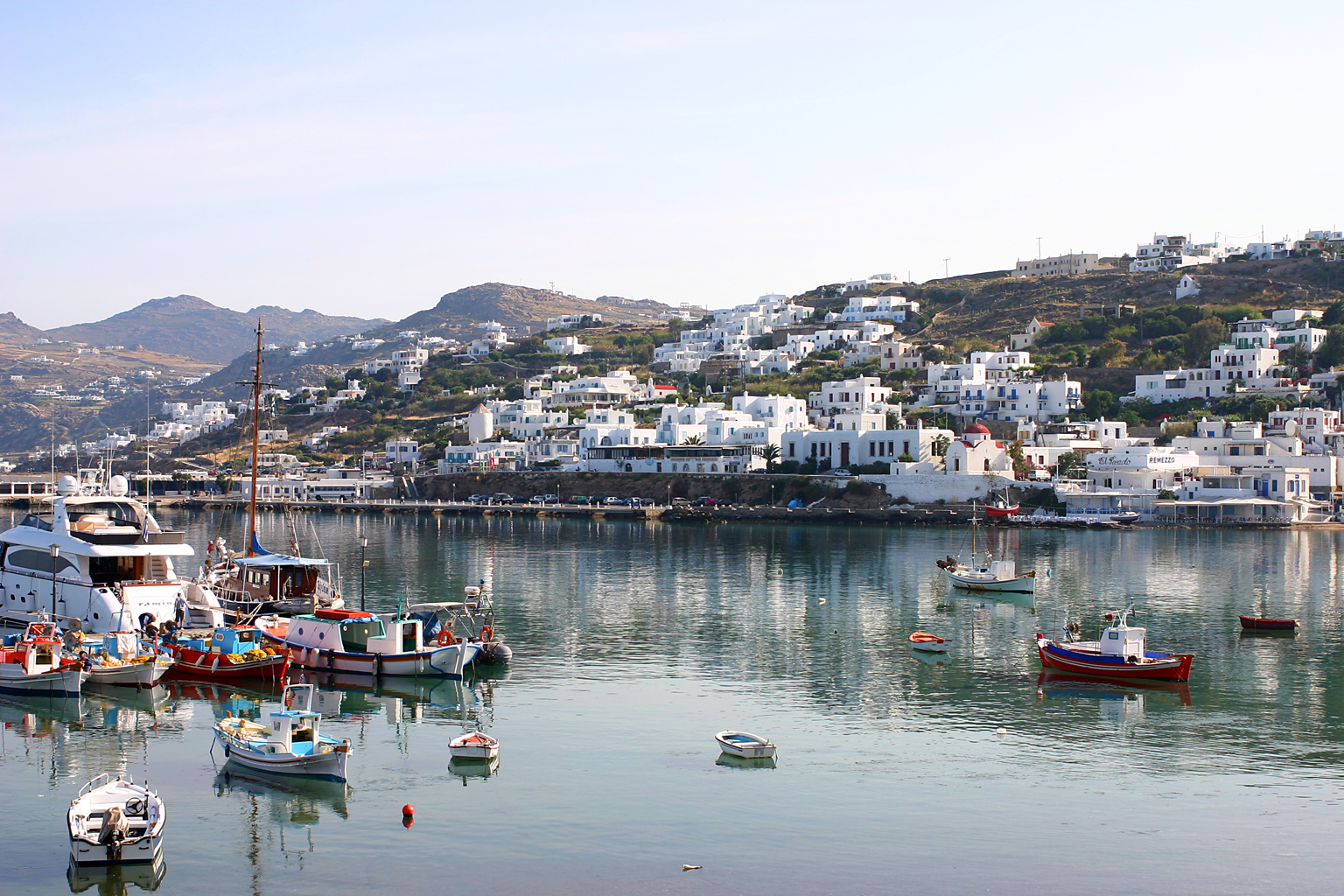
ميناء بلدة ميكونوس

يعتقد أن الفينيقيون هم أول من سكن الجزيرة، تبعهم في ذلك الإيونيون الذين قدموا من أثينا وكان ذلك في القرن العاشر قبل الميلاد، وأصبح يوجد هناك مستوطنتين في الجزيرة ولكنهما لم تصلا إلى مصاف المدن القوية نظراً لفقر الجزيرة الطبيعي والزراعي. توقف فيها الفرس لوقت قصير أثناء الحروب الفارسية-الإغريقية.
أصبحت فيما بعد تابعة للرومان ثم للبيزنطيين والذين قاموا بتحصينها في القرن السابع للميلاد، لرد غزوات العرب المتكررة على جزر بحر إيجة.
في عام (1204) م. احتلها الفينيسيون، ثم الكتلانيون عام (1292) م. ولكنها عادت منذ عام (1390) للفينيسيين.
في عام ١٥٣٧م، تعرضت لهجوم خير الدين بربروسا، القائد البحري للسلطان العثماني سليمان القانوني، فأصبحت تُحكم من قِبل مجلس عثماني محلي مشترك. واستمر هذا الوضع حتى عام ١٧١٨م، حين استولى العثمانيون عليها بالكامل.
خلال حرب استقلال اليونان عام (1921) م ثارت الجزيرة على الأتراك بقيادة مافرو ماندويينوس (Mando Mavrogenous) (أحد أرستقراطيي الجزيرة) وانضمت بسرعة إلى الدولة اليونانية حديثة النشأة.

## المعالم الأساسية

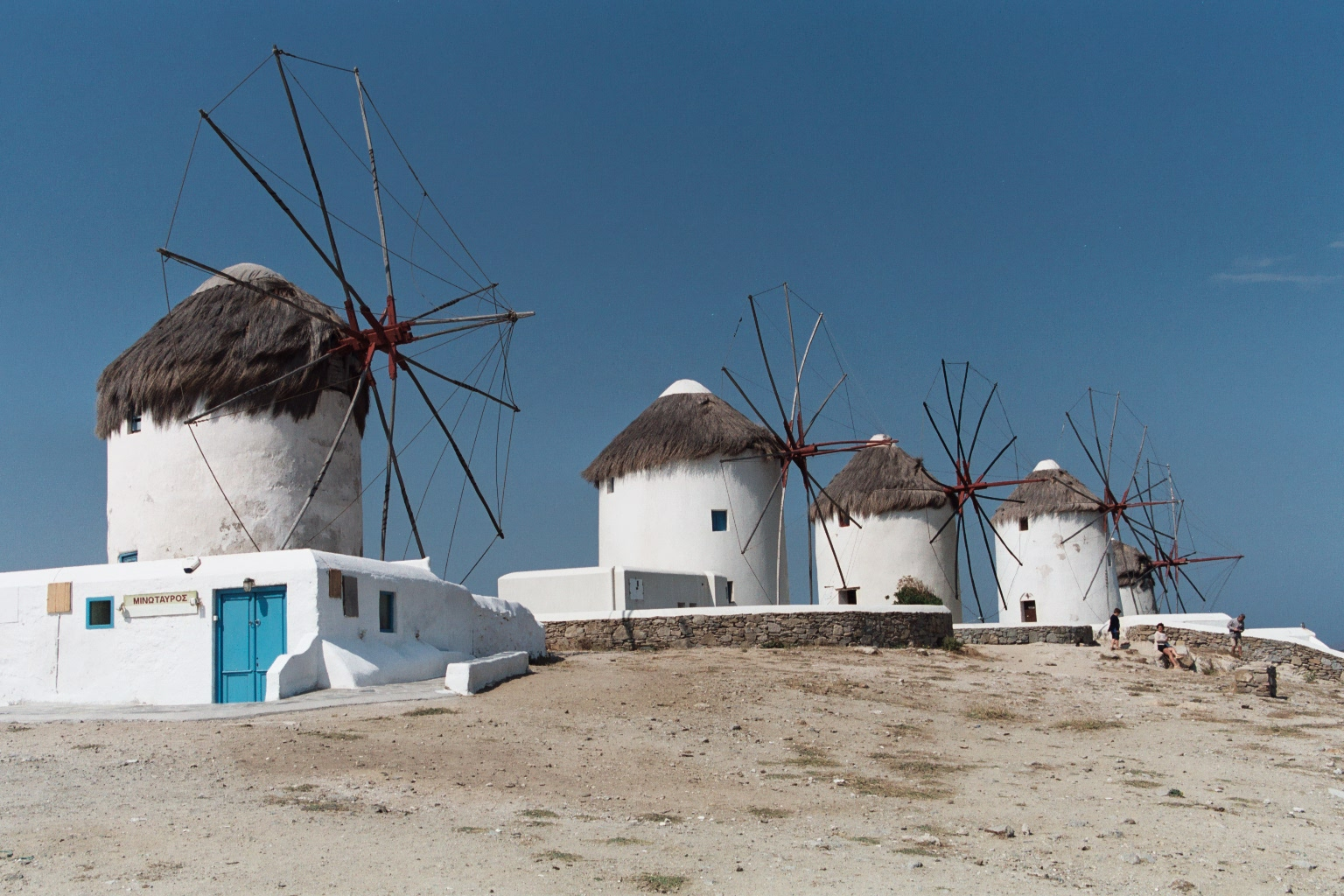
طواحين "كاتو ميللي" الهوائية، الرمز المعماري لميكونوس

تعتمد الجزيرة على السياحة، وتعتبر واحدة من أكثر جزر العالم شعبية عند السياح ومن أهم معالم الجزيرة:
في بلدة ميكونوس (خورا):
-فينيسا الصغرى: وهو أحد أحياء البلدة حيث البيوت مبنية مباشرة فوق البحر.
-الطواحين الهوائية أو (كاتو ميللي): وهي سبعة طواحين هوائية كانت تستخدم لطحن الحبوب، بنيت في الـقرن السادس عشر وتعتبر رمزاَ للجزيرة.
-مبنى البلدية (الذيمارخون): بني عام (1780) م. على النمط النيوكلاسيكي.
-كنيسة بارابورتياني (Paraportiani): وتدعى أيضاً بالكاسترو، وهي عبارة عن خمسة كنائس مبنية سوية ضمن تحصينات بيزنطية وأبراج تعود لفترة القرون الوسطى، وتعتبر من أحد رموز العمارة اليونانية في القرون الوسطى.
-متحف ميكونوس الأركيولوجي: بني عام (1900) م. في منطقة مرفأ البلدة، ويحتوي على مجموعة رائعة من الأواني والخزفيات الكيكلادية.

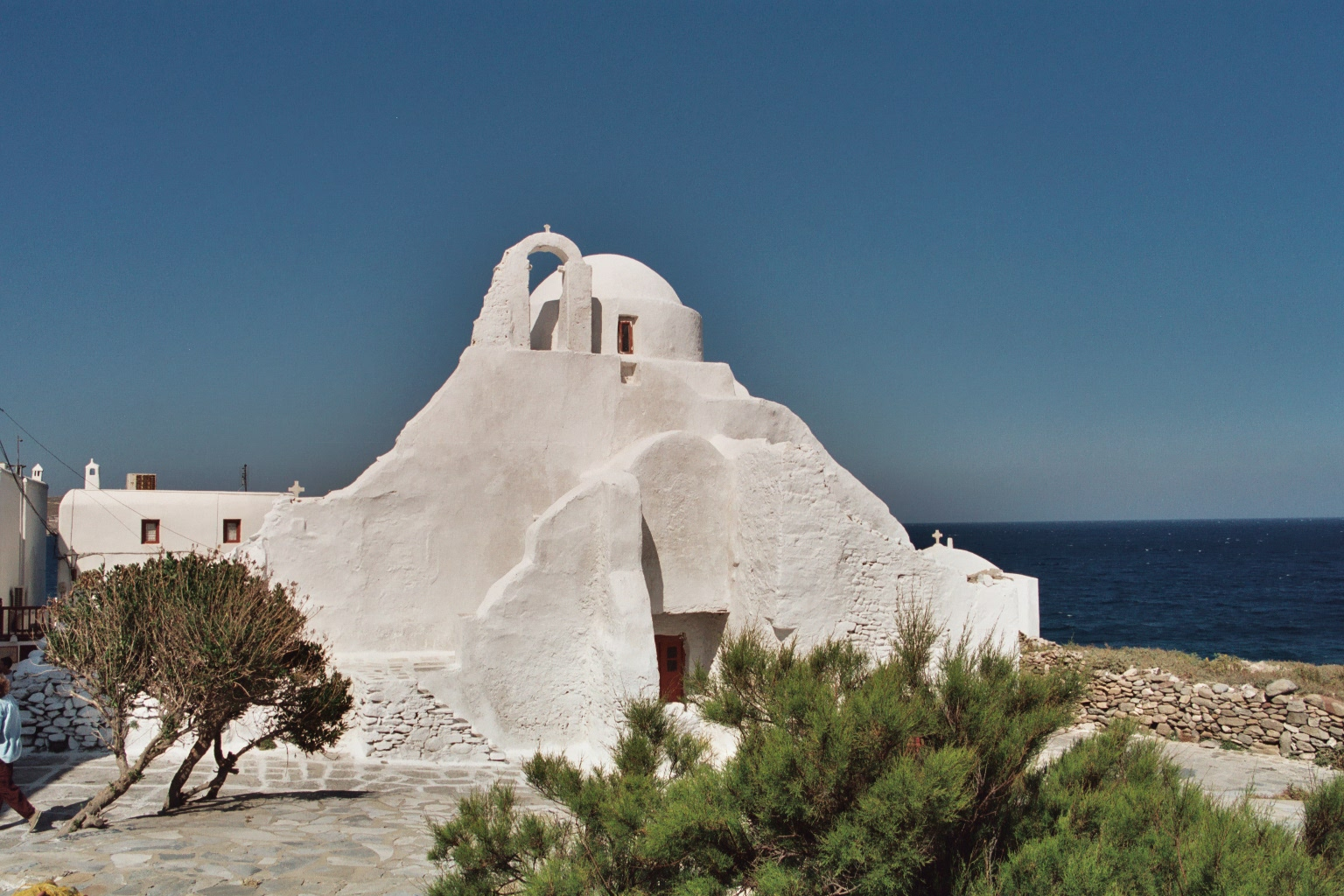
كنيسة بارابورتياني

-متحف ميكونوس الفولكلوري، ومتحف بحر إيجة البحري.
خارج بلدة ميكونوس:
-دير باليوكاسترو (القلعة القديمة): بني في الـثامن عشر على أنقاض قلعة بيزنطية تعود للقرون الوسطى ويوجد بالقرب من آنو ميرا في الجزء الشرقي للجزيرة.
-دير مريم العذراء في تورلياني: بني عام (1542) م. على مكان كنيسة أقدم وتوجد بالقرب من آنو ميرا.
هذا بالإضافة إلى بعض البقايا الأثرية القديمة كالقبور الحجرية التي تعود للفترة الميسينية قرب كالافاتي.
جزيرة ديلوس:
وهي جزيرة صغيرة غير مأهولة بالسكان تقع على بعد (4) كيلومتر قبالة ساحل بلدة ميكونوس وتتبع إدارياً لميكونوس، كانت هذه الجزيرة مدينة عظيمة في الفترة الكلاسيكية، وهي الآن معتبرة بالكامل متحفاً مفتوحاً، وموقعاً من مواقع التراث العالمي

## السياحة
تعتبر الجزيرة من أكثر المواقع السياحية شهرة في أوروبا إذ تتميز بحياتها الليلية الصاخبة، ونواديها الكثيرة التي تنتشر عبر الجزيرة، وكثرة الفعاليات الصيفية فيها، هذا بالإضافة كونها من أهم مواقع السياحية للمثليين خلال الصيف.

## متفرقات

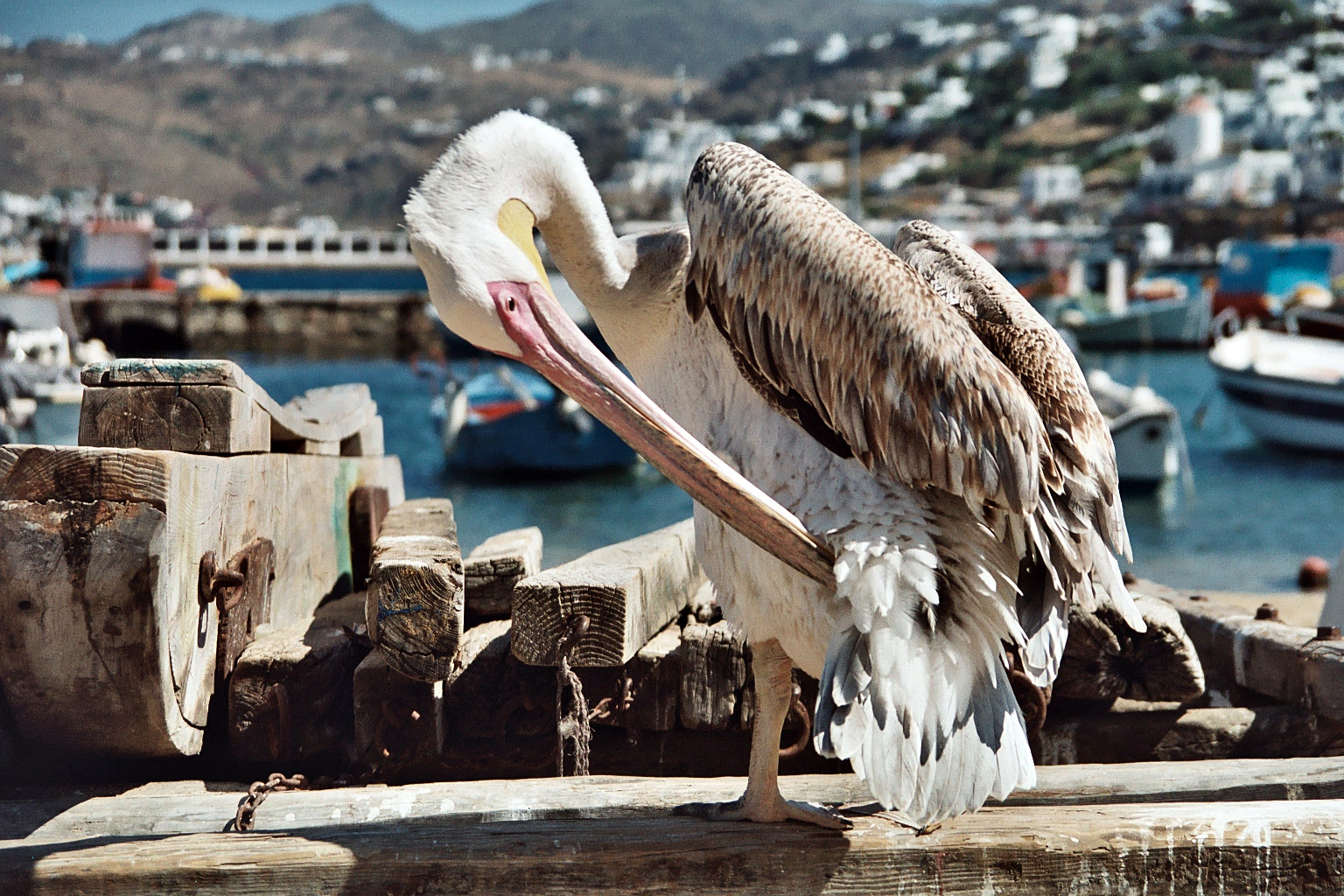
بيتروس البجعة

- تملك الجزيرة مجموع (81) كيلومتر من السواحل، بسبب الطبيعة المتعرجة لساحلها والمخترقة بالعديد من الخلجان الصغيرة.
- يوجد في الجزيرة مطار دولي يربطها بكل المدن الأوربية الرئيسية
- أهم نادي رياضي في المدينة هو إيه أو ميكونوس.
- يعتبر طائر البجع هو جالب الحظ للجزيرة، وذلك عندما قدم أحد هذه الطيور وقطن منطقة مرفأ البلدة وبقي لفترة تتجاوز الثلاثون عاماً هناك، يدعى هذا الطائر تحبباً (بتروس البجعة).

## وصلات خارجية
- موقع المدينة الرسمي
- ميكونوس وكيل السفر